# 京終駅
京終駅（きょうばてえき）は、奈良県奈良市南京終町（みなみきょうばてちょう）にある、西日本旅客鉄道（JR西日本）桜井線（万葉まほろば線）の駅である。難読駅名としても知られている。
駅名は奈良時代の都である平城京(外京)の南端に位置することが由来とされている。

## 歴史
京終駅が存在する区間の桜井線は、初瀬鉄道が免許を受けて建設した。1894年（明治27年）7月に奈良 - 桜井間が本免許され、1897年（明治30年）8月に着工した。しかし、同一地方に小鉄道が独立して存在するのは公共の利益に合致しないとして、京都 - 奈良間を建設した奈良鉄道と合併するべきとの議論が起こり、1897年（明治30年）4月25日に初瀬鉄道と奈良鉄道の合併契約が結ばれ、8月6日に認可を得て、10月1日に建設工事が奈良鉄道に継承された。1898年（明治31年）5月11日に京終 - 桜井間が開通した。京終駅はこの際に開設され、建設に当たっては奈良町在住の乾徳三郎から7反歩の土地の提供を受けた。
その後、奈良駅と連絡する工事が進められた。1899年（明治32年）1月20日に奈良駅における連絡に関して大阪鉄道・関西鉄道と契約が成立し、2月11日（奈良市史では3月11日とする）から貨物の連絡輸送が奈良 - 京終間で開始された。10月14日に旅客輸送も開始して、正式に開通した。
1919年（大正8年）には荷物専用のリフトである奈良安全索道が、京終駅から奈良市小倉町までを結び、名産の天然凍豆腐（高野豆腐）や野菜・木炭・木材などを運搬していた。1951年（昭和26年）に奈良安全索道は廃止された。
近年では奈良市が奈良町の南の玄関口として新たな観光拠点として、当駅を改修するなど周辺整備を実施した。

### 復元工事
1898年（明治31年）開業以来の木造平屋建の駅舎が残されてきたが、2017年（平成29年）にJR西日本から奈良市に無償譲渡され、奈良市によって駅舎の復元工事が進められた。2018年（平成30年）3月9日に第1期工事が完成し、待合室が供用開始された。2019年（平成31年）1月、復元工事が完了し観光案内所も併設された。駅舎および周辺の整備工事は同年2月に完了している。

### 年表

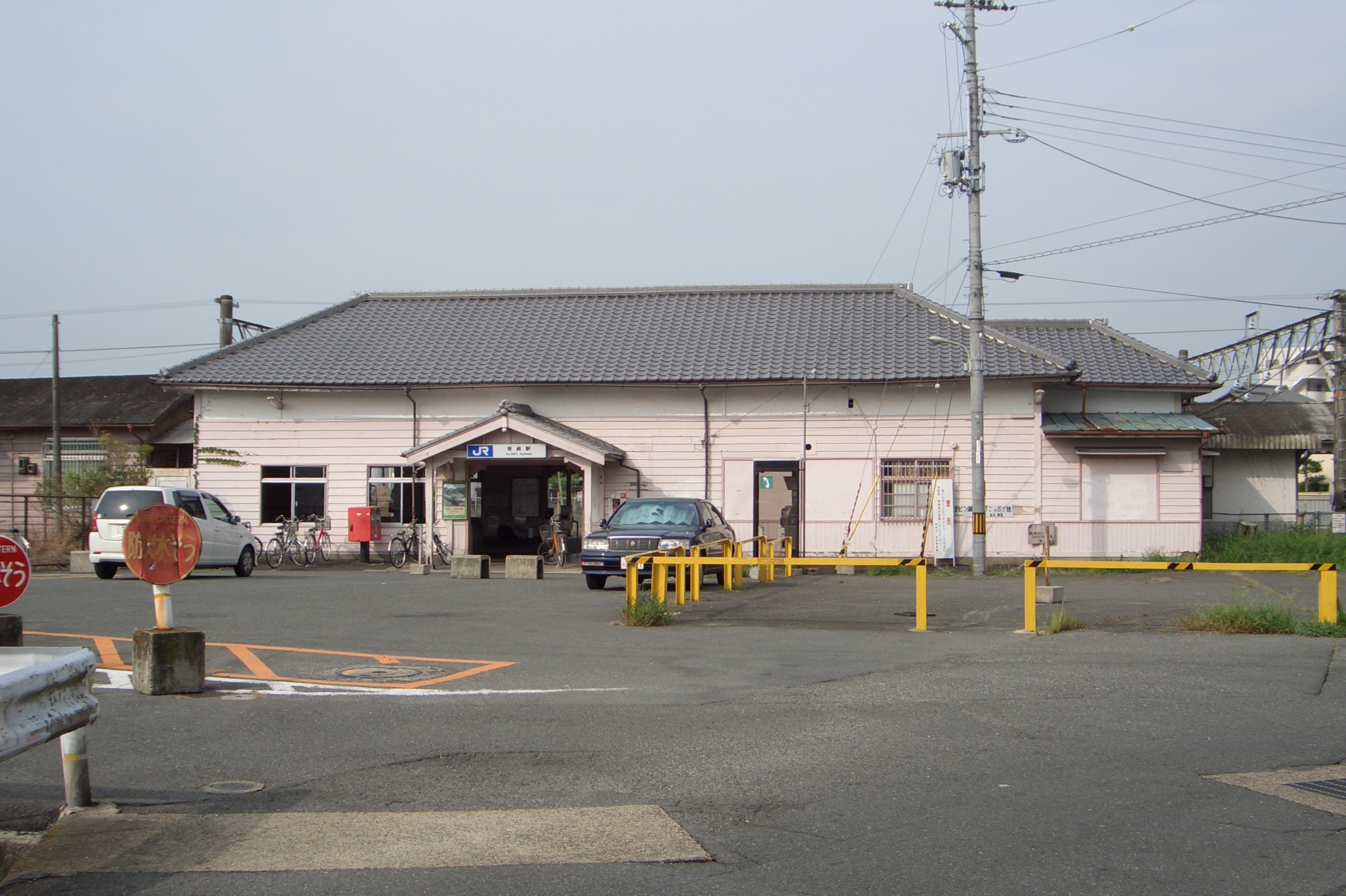
改修前の駅舎（2008年8月）

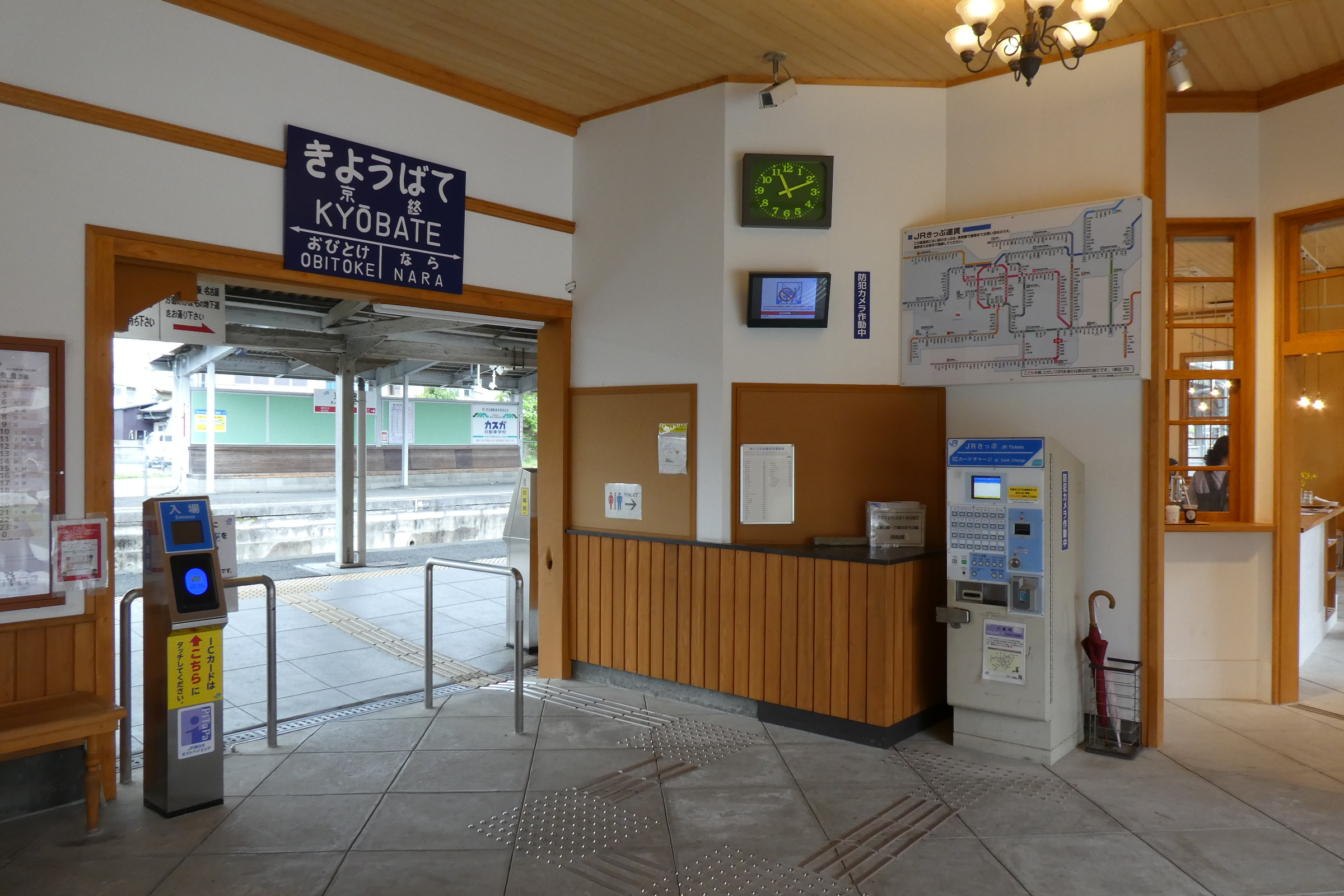
改修後の駅舎内部。駅事務室があったところに喫茶店が入居している。

- 1898年（明治31年）5月11日：奈良鉄道が、大阪鉄道と接続する現在の桜井線桜井駅以北を建設した際、終着駅として開業[2]。
- 1899年（明治32年）10月14日：奈良鉄道が当駅から奈良駅まで延伸、途中駅となる[2]。
- 1905年（明治38年）2月7日：関西鉄道が奈良鉄道を合併。同社の駅となる[2]。
- 1907年（明治40年）10月1日：国有化され、帝国鉄道庁の駅となる[2]。
- 1909年（明治42年）10月12日：線路名称制定。桜井線の所属となる[2]。
- 1918年（大正7年）：奈良安全索道ができる[12]。
- 1951年（昭和26年）：奈良安全索道が廃止され[5][12]、トラック輸送に替わる。
- 1977年（昭和52年）3月1日：貨物の取り扱いを廃止[16]。
- 1984年（昭和59年）
  - 2月1日：荷物扱い廃止[16]。
  - 10月20日：桜井線CTC化に伴い駅員無配置化[6][17]。
- 1987年（昭和62年）4月1日：国鉄分割民営化により、西日本旅客鉄道（JR西日本）の駅となる[2][16]。
- 2005年（平成17年）3月1日：ICカード「ICOCA」の利用が可能となる[18]。ICカード専用簡易改札機で対応[19]。
- 2010年（平成22年）3月13日：路線愛称の制定により、「万葉まほろば線」の愛称を使用開始。
- 2017年（平成29年）：明治31年築の駅舎が、JR西日本から奈良市に無償譲渡、奈良市はリニューアル工事に着手[5][6][14]。
- 2018年（平成30年）
  - 3月9日：待合室（第1期工事）竣工。待合室供用開始[12]。
  - 8月：カフェ、コミュニティスペース（第2期工事）竣工。
- 2019年（平成31年・令和元年）
  - 1月：観光トイレ改修（多機能トイレ化）、駅前広場整備工事、観光案内所設置工事（第3期工事）竣工[13][20]。全復元工事が完了。
  - 2月23日：観光案内所開所式典、JR西日本初となるコミュニティ駅長[注釈 1]・奈良市観光特別大使（奈良市出身の加藤雅也に委嘱）の委嘱式が行われる[4][15][21]。
  - 6月：待合室にピアノが設置される[22]。

## 駅構造
相対式ホーム2面2線を持ち、交換設備を有する地上駅。駅本屋側が下り（天理・桜井方面）ホームであり、地下道を通って反対側が上り（奈良方面）ホームである。数本の保守作業用の側線がある。駅舎隣に位置する下りホームの側線部では、時期によってJR西日本大阪事業所による花の苗の販売が行われている。
王寺鉄道部管理の無人駅であるが、ICOCA利用可能駅（相互利用可能ICカードはICOCAの項を参照）である。近距離用の自動券売機のほか、ICOCAなどのICカード読取機（入場用・出場用）が設置されているが、普通乗車券用の自動改札機は設置されていない。
京終駅が開業した1898年（明治31年）建設の木造平屋建て駅舎が残されており、2018年（平成30年）には復元工事が完成した。駅舎面積は145.28平方メートルである。

### のりば
| ホーム | 路線           | 方向 | 行先           |
| ------ | -------------- | ---- | -------------- |
| 駅舎側 | 万葉まほろば線 | 下り | 桜井・高田方面 |
| 反対側 | 万葉まほろば線 | 上り | 奈良方面       |

- 上表の路線名は旅客案内上の名称（愛称）で表記している。
- 案内上ののりば番号は割り当てられていない。

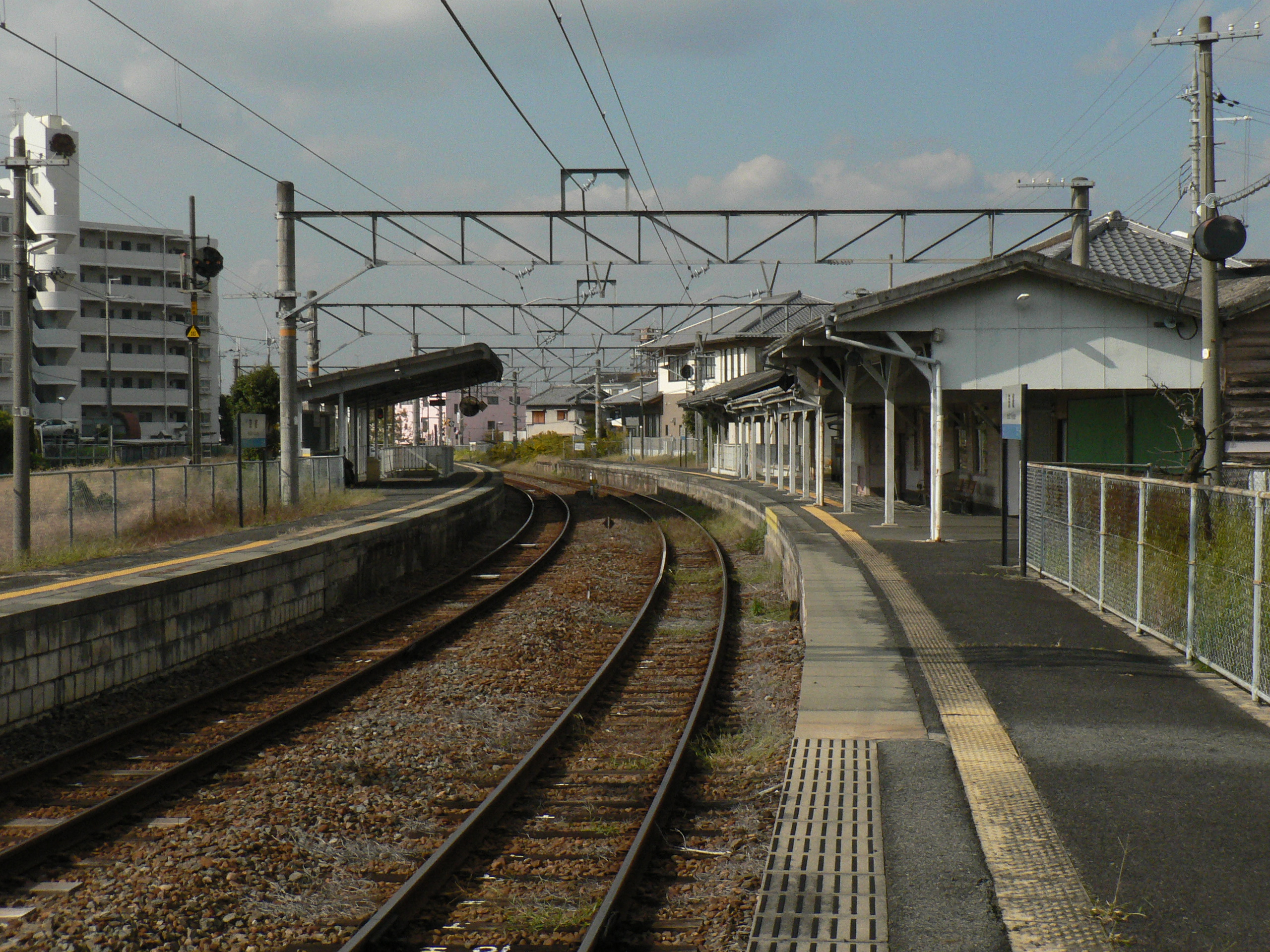
ホーム（2012年11月）
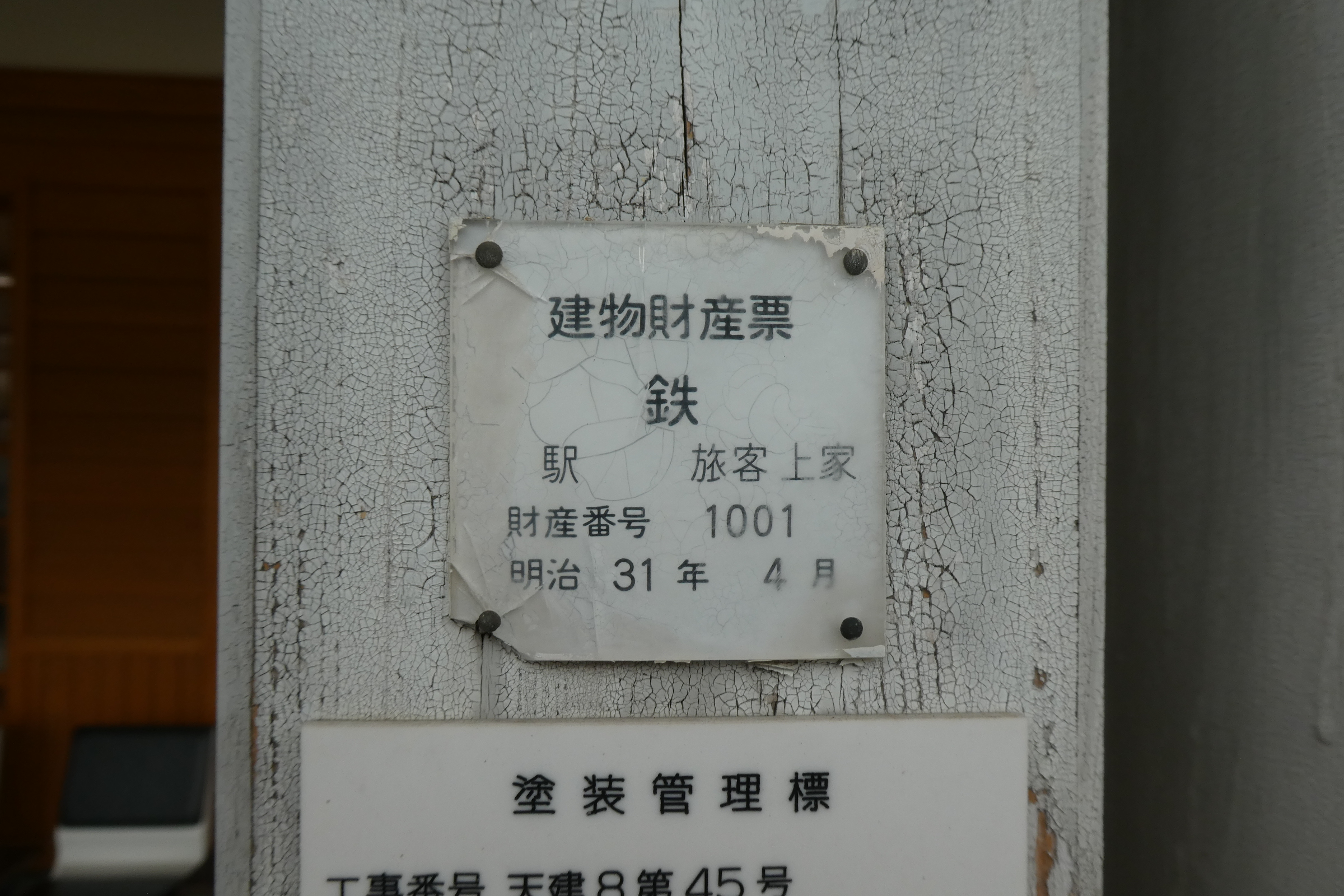
明治31年4月と表示された建物財産票。駅舎側ホーム屋根柱。

## 利用状況
2023年度の1日平均乗降人員は1,612人。「統計なら」によると、近年の1日平均乗車人員は以下の通りである。
| 年度               | 1日平均 乗車人員 |
| ------------------ | ---------------- |
| 2000年（平成12年） | 536              |
| 2001年（平成13年） | 530              |
| 2002年（平成14年） | 500              |
| 2003年（平成15年） | 497              |
| 2004年（平成16年） | 477              |
| 2006年（平成18年） | 494              |
| 2007年（平成19年） | 503              |
| 2008年（平成20年） | 521              |
| 2009年（平成21年） | 517              |
| 2010年（平成22年） | 576              |
| 2011年（平成23年） | 587              |
| 2012年（平成24年） | 594              |
| 2013年（平成25年） | 603              |
| 2014年（平成26年） | 637              |
| 2015年（平成27年） | 702              |
| 2016年（平成28年） | 702              |
| 2017年（平成29年） | 701              |
| 2018年（平成30年） | 723              |
| 2019年（令和元年） | 740              |
| 2020年（令和02年） | 626              |
| 2021年（令和03年） | 696              |
| 2022年（令和04年） | 759              |
| 2023年（令和05年） | 806              |

## 駅周辺
奈良市中心部の南の端に位置し、現在も「京終」の名の通り市街地の周縁部となっている。旧天理街道に面する。付近は住宅地だが、かつては物流の拠点だったこともあり、いくつかの企業の本社や工場がある。また、奈良運輸支局が2004年10月8日までこの地に存在したため、近辺には自動車ディーラー各社の店舗が現在も集積している。
- イオンタウン大安寺（ザ・ビッグエクストラ大安寺店）
- ラ・ムー 京終店
- 呉竹本社
- ならまち
- 元興寺文化財研究所（かつてのテイチク本社。その後、1989年4月から2011年5月までパナソニックAVCディスクサービス本社工場[要出典]）
- 奈良市立看護専門学校
- 奈良女子大学附属中等教育学校
- 奈良教育大学
- 奈良県立高円芸術高等学校

## 隣の駅
西日本旅客鉄道（JR西日本）
 万葉まほろば線（桜井線）
■快速（高田駅経由大和路線直通）・■普通
奈良駅 - 京終駅 - 帯解駅